# Autobahn (음반)
| 전문가 평가      | 전문가 평가 |
| 평가 점수        | 평가 점수   |
| 출처             | 점수        |
| ---------------- | ----------- |
| AllMusic         | [ 1 ]       |
| Robert Christgau | B−          |
| Q                | [ 3 ]       |
| Mojo             | [ 4 ]       |
| Uncut            | [ 5 ]       |
| Rolling Stone    | Negative    |
| Drowned in Sound | (9/10)      |

《Autobahn》은 독일의 전자 음악 밴드인 크라프트베르크의 4번째 정규음반으로 1974년 11월 발매되었다. 22분짜리의 주 트랙인 〈Authbahn〉은 3분 27초짜리 싱글로 다시 나왔으며, 싱글은 빌보드 핫 100에 25위에 올랐으며, 호주 차트에선 30위등에 실렸으며, 유럽에서도 높은 점수를 받았다.

## 배경
Autobahn은 완전한 전자 음악 앨범이 아니라, 바이올린, 플루트, 파이노, 기타등이 신디사이저와 같이 들어갔다. 주 트랙에는 가공되지 않은 보코더 보컬이 들어갔다.
주 트랙인 Autobahn은 경관들을 이동하면서, 고속 도로를 빠른 속도로 이동하며, 카 라디오를 조정하면서 먼 여정을 한결같이 가는등의 아우토반을 운전하는 느낌을 살리려 하였다.
다른 트랙들은 2개의 구조로 되어 있으며, 도입부 다음에 따라오는 주 섹션들은 밤이라는 테마에 기반을 두고 있다. 이 트렉들은 코후테크 혜성에서 영감을 얻은 "Kometenmelodie (Comet Melody) 1 and 2", 그리고 "Mitternacht" (Midnight), 그리고 "Morgenspaziergang" (Morning Stroll)으로 되어 있다.

## 트랙 정보
전체 작사·작곡: 랄프 휘터, 플로리안 슈나이더, 아우토반만 에밀 슐트 포함
| #  | 제목                      | 재생 시간 |
| -- | ------------------------- | --------- |
| 1. | 〈Autobahn〉 ("Motorway") | 22:43     |

전체 작사·작곡: 랄프 휘터, 플로리안 슈나이더
| #  | 제목                                    | 재생 시간 |
| -- | --------------------------------------- | --------- |
| 2. | 〈Kometenmelodie 1〉 ("Comet Melody 1") | 6:26      |
| 3. | 〈Kometenmelodie 2〉 ("Comet Melody 2") | 5:48      |
| 4. | 〈Mitternacht〉 ("Midnight")            | 3:43      |
| 5. | 〈Morgenspaziergang〉 ("Morning Walk")  | 4:04      |

## 차트 위치

### 주간 차트
| 차트 (1974-75)                   | 최고 위치 |
| -------------------------------- | --------- |
| 독일 앨범 (미디어 컨트롤)        | 7         |
| 네덜란드 앨범 (메하하르츠)       | 11        |
| 뉴질랜드 앨범 (레코디드 뮤직 NZ) | 7         |
| 영국 음반 (OCC)                  | 4         |
| 미국 빌보드 200                  | 5         |

| 차트 (1985)                      | 최고 위치 |
| -------------------------------- | --------- |
| 스웨덴 앨범 (스베리예토프리스탄) | 27        |